# Dennis Brown (compositeur)
Pour les articles homonymes, voir Dennis Brown et Brown.
Dennis C. Brown est un compositeur américain de musique de séries télévisées.

## Biographie
Il est surtout connu pour avoir composé la bande-son de la série télévisée d'animation Teenage Mutant Ninja Turtles (1987-1996), aux côtés de Chuck Lorre - avec lequel il travaille depuis.
Il a remporté six fois le BMI TV Music Award, respectivement pour Grace Under Fire et Dharma & Greg.

## Filmographie
- 1987 : Tortues Ninja : Les Chevaliers d'écaille ("Teenage Mutant Ninja Turtles") (série télévisée)
- 1991 : The Toxic Crusaders (série télévisée)
- 1993 : Une maman formidable ("Grace Under Fire") (série télévisée)
- 1994 : Speed Racer (série télévisée)
- 1997 : Zorro (série télévisée)
- 1997 : Dharma et Greg ("Dharma & Greg") (série télévisée)
- 2002 : Little Shepherd (vidéo)
- 2002 : Une famille presque parfaite (série télévisée)
- 2003 : Mon oncle Charlie ("Two and a Half Men") (série télévisée)
- 2004 : Ark
- 2005 : Room to Grow